# Audie Cole
Audie Raymond Cole (Monroe, 1º giugno 1989) è un giocatore di football americano statunitense che gioca nel ruolo di middle linebacker per i Jacksonville Jaguars della National Football League (NFL). Scelto al 7º giro come 210º assoluto al Draft NFL 2012 dai Minnesota Vikings, Cole aveva in precedenza giocato a football presso la North Carolina State University.

## Carriera professionistica

### Minnesota Vikings

#### 2012
Selezionato dai Vikings il 28 aprile 2012 come nel corso del settimo giro del Draft NFL 2012 come 210º assoluto, Cole riuscì a guadagnarsi un posto nel roster dei 53 giocatori attivi mettendosi in luce nella pre-stagione estiva, nella quale, senza mai partire titolare, prima mise a segno 3 tackle solitari ed un sack ai danni del quarterback Scott Tolzien,e quindi una settimana dopo, in casa contro i Buffalo Bills, fece scalpore mettendo a segno due pick six ai danni di Tyler Thigpen e Brad Smith, ritornando i 2 intercetti in touchdown per 50 yard complessive.
Ciò nonostante, nella sua stagione da rookie disputò solamente 5 partite, nessuna delle quali come titolare, senza far registrare alcuna statistica.

#### 2013
Nell'estate 2013 Cole dovette ancora una volta giocarsi un posto nei 53 a roster nella pre-stagione, obiettivo che riuscì a centrare grazie alle buone prestazioni nelle 4 gare di agosto in cui non fu sorprendente come l'anno precedente ma riuscì comunque a mettere a segno 14 tackle, giocando solo l'ultima gara (l'unica vinta in pre-stagione dai Vikings) contro i Tennessee Titans come middle linebacker. In tale ruolo tuttavia, i Vikings avevano già affidato individuato in Erin Henderson, outside linebacker fino all'annata precedente, il titolare e pertanto Cole dovette accontentarsi solo di subentrare nelle rotazioni, collezionando comunque, sino alla settimana 11, 8 presenze ed i primi 3 tackle in carriera nella prima gara della stagione persa al Ford Field contro i Detroit Lions, nell'ottava persa al Metrodome contro i Green Bay Packers e nell'undicesima persa al CenturyLink Field contro i Seattle Seahawks. Nel mezzo, il 7 novembre fu anche svincolato per far posto all'offensive tackle Kevin Murphy (inserito nel roster dei 53 attivi a seguito di defezioni per infortuni tra gli offensive lineman), per poi essere reinserito due giorni dopo proprio a spese di Murphy.
Nella settimana 12 però, Henderson, che non si era allenato durante la settimana per motivi personali, fu inserito nella lista degli indisponibili e Cole, complice anche un fastidio al ginocchio avuto dal rookie Michael Mauti, fu nominato middle linebacker titolare per la gara del Lambeau Field che vedeva i Vikings opposti ai Packers padroni di casa: egli disputò forse la miglior gara di un linebacker dei Vikings nella stagione 2013, dimostrando non solo di poter assolvere tranquillamente il compito di sostituto dell'indisponibile Henderson, ma anche di meritarsi il ruolo da titolare, guidando i Vikings in tackle solitari (11), tackle combinati (13) ed in sack (1), messo a segno nel primo snap dell'incontro curiosamente proprio su quello Scott Tolzien che aveva subito il suo primo sack da professionista, sia pure trattandosi di pre-stagione. Cole fu inoltre autore di 3 quarterback hurry, cioè tre pressioni sul quarterback prima che sia pronto al lancio, ma ciò non fu sufficiente ai Vikings per far meglio del primo pareggio stagionale (26-26), maturato ai tempi supplementari.
Il 27 novembre Frazier annunciò che Cole sarebbe stato nuovamente titolare anche nella gara di settimana 13, che vedeva i Vikings opposti ai Chicago Bears nella gara casalinga al Mall of America Field. Ciò fu in parte dovuto all'ottima gara disputata da Cole a Green Bay ed in parte alla diffusione della notizia che l'assenza di Henderson (relegato invece al ruolo di riserva di Cole contro i Bears) nella settimana 12 era dovuta al suo arresto per guida in stato di ebbrezza. Cole rispose con un'altra prestazione di rilievo, mettendo a referto un passaggio deviato ed altri 9 tackle (4 solitari e 5 assistiti, di cui uno messo a segno durante i tempi supplementari nei quali Minnesota riuscì questa volta a far sua la partita col field goal vincente da 34 yard messo a segno da Blair Walsh.
Divenuto oramai stabilmente middle linebacker titolare della formazione del Minnesota, contro i Philadelphia Eagles contribuì a contenere LeSean McCoy, leader della NFL in yard corse, a sole 35 yard corse nella gara vinta a sorpresa dai Vikings per 30-48 in cui mise inoltre a referto 7 tackle (3 solitari e 4 assistiti). La settimana seguente, nell'incontro che vedeva i Vikings impegnati in casa dei Cincinnati Bengals, Cole scese in campo per la quinta volta in stagione come titolare ma fu costretto ad uscire dal campo nei primi minuti del 1º quarto per una distorsione alla caviglia rimediata in un contrasto. Tale infortunio lo costrinse a saltare l'ultimo incontro della stagione, chiusa così con 45 tackle combinati (di cui 27 solitari e 18 assistiti) ed un sack in 13 partite (di cui 5 come titolare).

### Jacksonville Jaguars
Divenuto free agent, l'11 marzo 2017 firmò un contratto con i Jacksonville Jaguars.

## Vittorie e premi
Nessuno

## Statistiche
Fonte: NFL.com
Statistiche aggiornate alla stagione 2016